# Liste der denkmalgeschützten Objekte in Aspangberg-St. Peter
Die Liste der denkmalgeschützten Objekte in Aspangberg-St. Peter enthält die 2 denkmalgeschützten, unbeweglichen Objekte der Gemeinde Aspangberg-St. Peter im niederösterreichischen Bezirk Neunkirchen.

## Denkmäler
| Foto |                 | Denkmal                                                                    | Standort                                             | Beschreibung | Metadaten |
| ---- | --------------- | -------------------------------------------------------------------------- | ---------------------------------------------------- | --- | --- |
| ja   | Datei hochladen | Aufnahmsgebäude Mönichkirchen HERIS-ID: 58142 Objekt-ID: 68662             | Mitteregg 64 Standort KG: Großes Amt                 | Das Aufnahmsgebäude des mittlerweile aufgelassenen Bahnhofs Mönichkirchen wurde 1910 in späthistoristischen Formen als Teil der Wechselbahn errichtet. | BDA-Hist.: Q38080690 Status: Bescheid Stand der BDA-Liste: 2025-06-30 Name: Aufnahmsgebäude Mönichkirchen GstNr.: .254 Bahnhof Mönichkirchen                                           |
| ja   | Datei hochladen | Kath. Pfarrkirche hl. Petrus und Friedhof HERIS-ID: 50309 Objekt-ID: 55145 | neben Sankt Peter am Wechsel 79 Standort KG: Neuwald | Saalbau mit eingezogenem gotischen Chor (vor 1475), von Friedhofsmauer umgeben, urkundlich 1475 als Kapelle, 1510 Filiale des Klosters Kirchberg am Wechsel, seit 1783 Pfarrgemeinde, Anlage des Friedhofs und Errichtung des Pfarrhauses, 1852 Pfarrerhebung | BDA-Hist.: Q38039290 Status: § 2a Stand der BDA-Liste: 2025-06-30 Name: Kath. Pfarrkirche hl. Petrus und Friedhof GstNr.: .128/1, 621/2, 621/3, 627/2 Pfarrkirche St. Peter am Neuwald |